# Cratere Harden
Harden è un cratere lunare di 14,98 km situato nella parte nord-occidentale della faccia nascosta della Luna.